# Harry Weedon
Harry Weedon (Birmingham, 1888 - ?, 17 juni 1970) was een Britse architect
Harry Weedon is begonnen als architect in 1930. Hij was ook een getalenteerde pianist en vocht als gevechtspiloot in de Royal Flying Corps.
In 1939 startte hij het nu nog draaiende Weedon Partnership.
Hij was bekend door zijn “Odeon Cinemas” in art-deco-stijl, waarvan hij en zijn bedrijf er meer dan 300 ontwierp en bouwde vanaf 1932.